# بوئین (پاپوآ گینه نو)

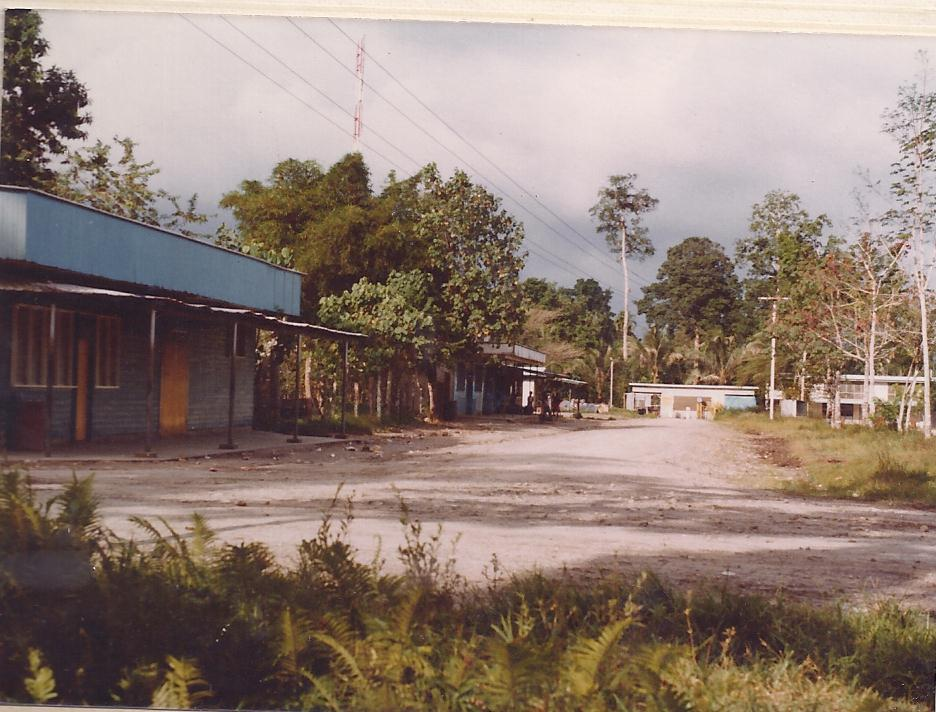
خیابان اصلی شهر بوئین و مغازه های تجاری آن در صبح یکی از روزهای یک شنبه سال ۱۹۷۸ میلادی.

بوئین یکی از شهرهای استان خودمختار بوگاینویل، واقع در کشور پاپوآ گینه نو است.

## نگارخانه

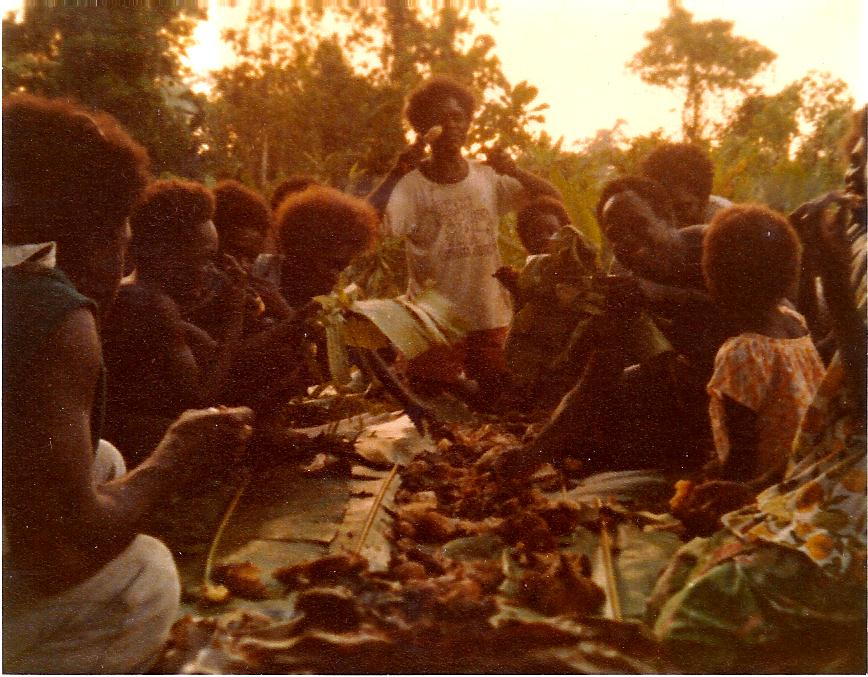
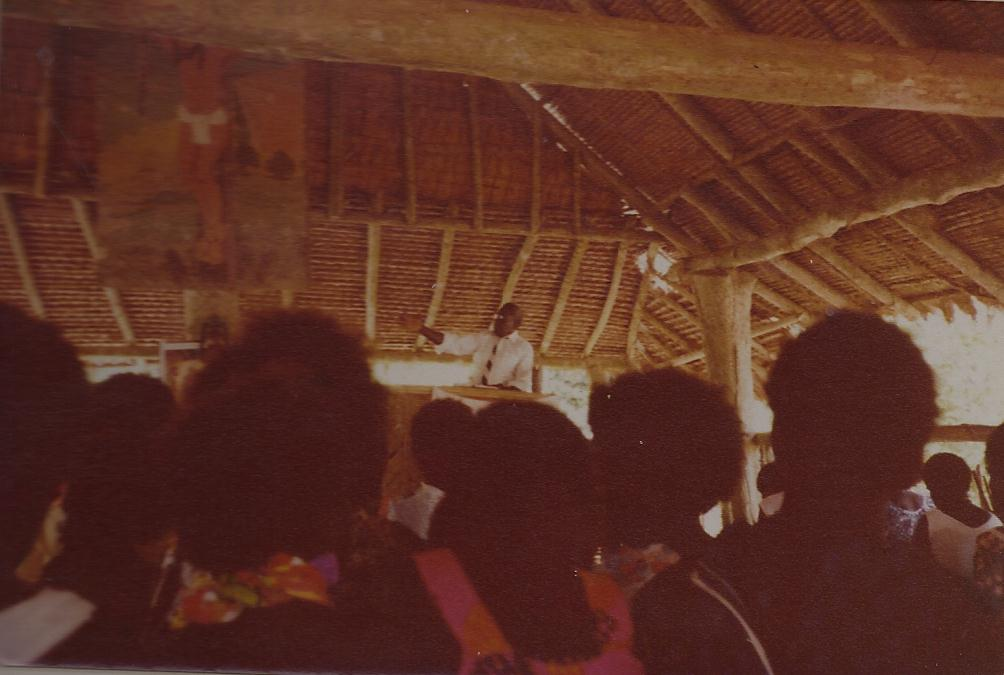
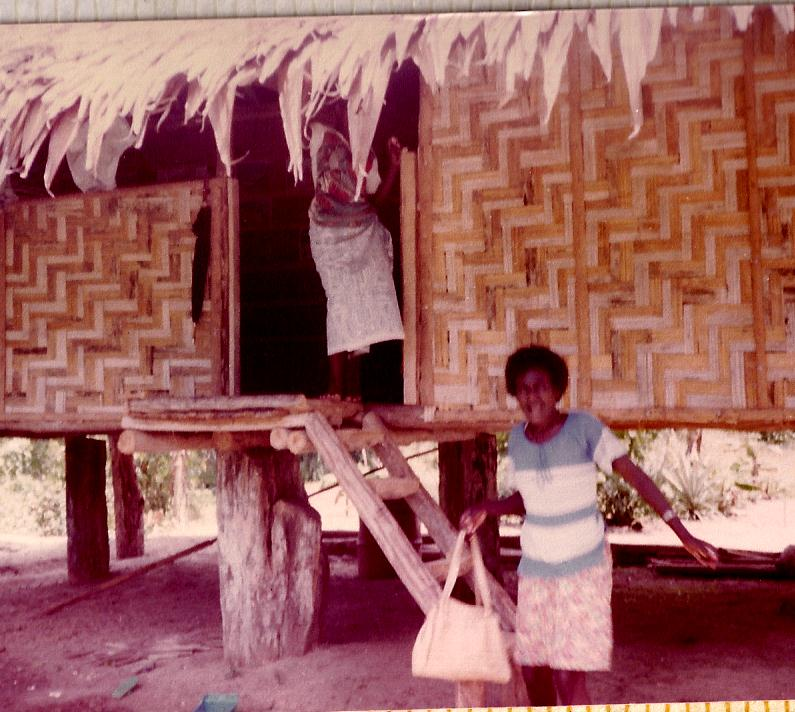
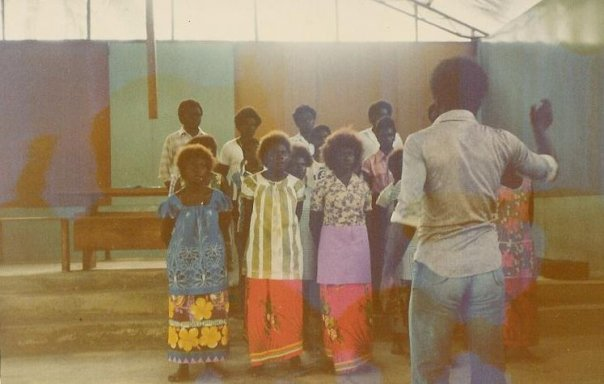
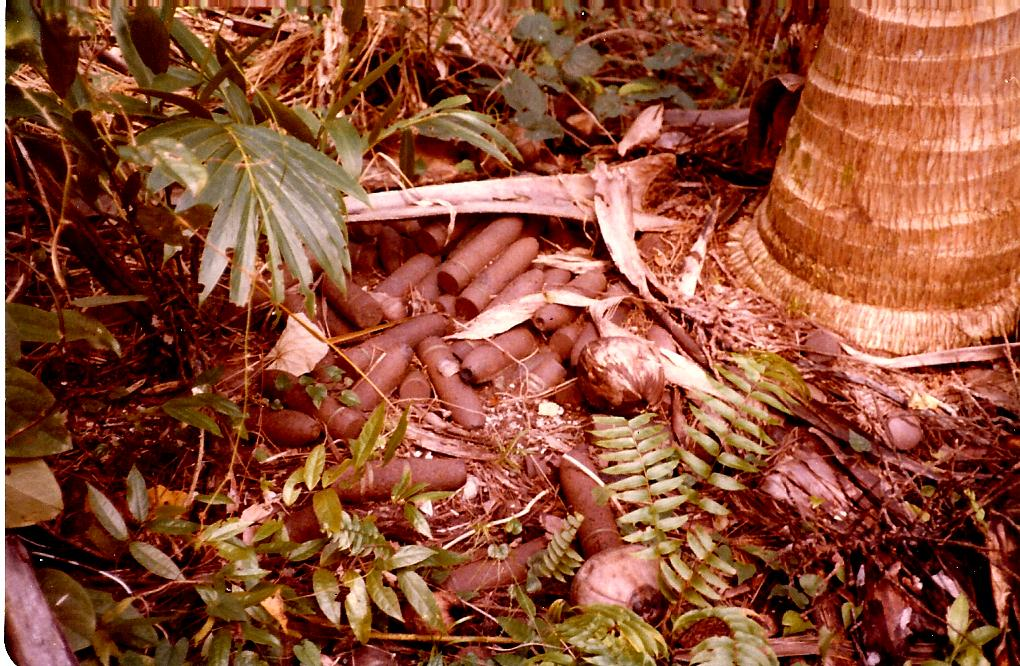
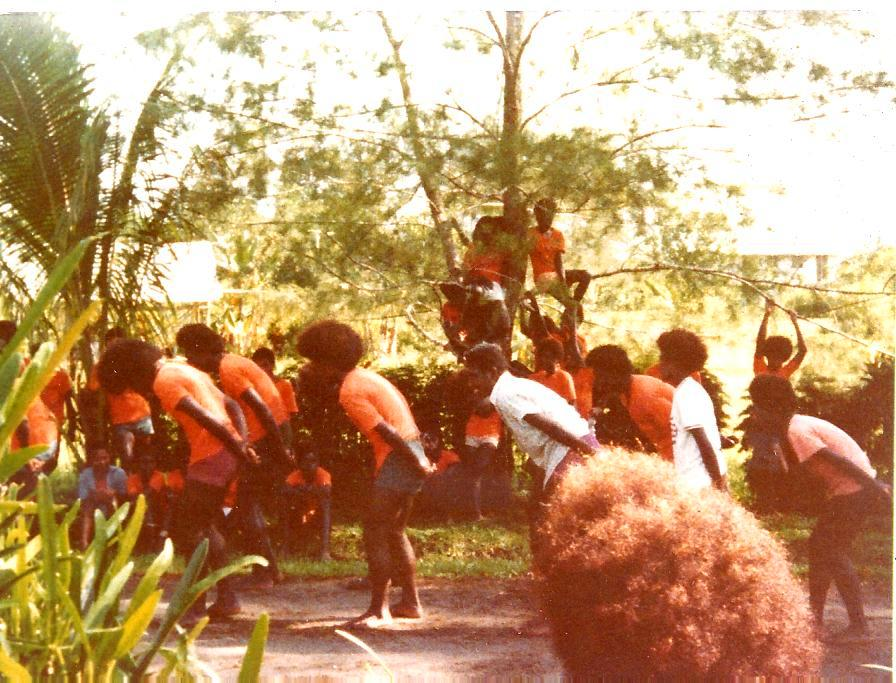